# Зустріч трилогу
Зустріч трилогу – тип міжінституційних переговорів, який використовується в законодавчому процесі Європейського Союзу (ЄС). Організаціями, які беруть участь у трилогових переговорах, є Європейська Комісія, Рада Європейського Союзу та Європейський Парламент. Європейська комісія бере на себе посередницьку функцію.
Свою назву він отримав від літературної форми трилогу, що означає розмову трьох сторін. Більшість посилань на «триалоги» в європейських правових дослідженнях стосуються неформальних трилогів. Однак узгоджувальний комітет, офіційна частина звичайної законодавчої процедури (OLP), передбаченої договорами ЄС, іноді називають «офіційною трилоговою зустріччю».

## Процедура
Через неформальний характер трилоги не передбачені договорами ЄС. Деякі аспекти трилогів регулюються Регламентом Європейського Парламенту. Зміст трилогів не регулюється та не оприлюднюється, окрім результуючого законодавства, яке ще має бути затверджене OLP.
Незважаючи на відсутність публічної інформації, є певні відомості про типову процедуру трилогових зустрічей. Переговори полегшує спільний документ із «чотирьох колонок». Цей документ містить колонку для позиції кожної установи, а також колонку для кінцевого компромісного тексту. Переговорні групи для кожної установи регулярно звітують перед своїми колегами протягом усього процесу, щоб залишатися в рамках свого мандату на переговори. Отримана угода надсилається відповідальним міністрам у Раді та відповідальному комітету в Європейському парламенті, перш ніж її офіційно затвердять Рада та пленарне засідання ЄП.

## Використання
Трилогові переговори вважаються важливими для ефективної законотворчості в поточній системі звичайної законодавчої процедури, оскільки вони дозволили ухвалювати закони набагато швидше, ніж це було б можливо в іншому випадку. Трилог став загальноприйнятою практикою в результаті змін до процедури спільного прийняття рішень в Амстердамському договорі, що дозволило вперше прийняти законодавство в першому читанні. У 1999–2000 рр. лише 17% законів було прийнято в першому читанні; до 2008–2009 рр. у першому читанні прийнято 80% пропозицій.
Останніми роками все більше законів ухвалюють у першому читанні завдяки трилогам. 99% «нових європейських законів» швидко приймаються як компроміси, досягнуті під час трилогів.  90% завершених 8-м Парламентом файлів OLP отримали мандати для обговорення під час трилогів під час першого читання.  Більшість неузгоджених файлів були або низької терміновості (кодифікації, транспозиції), або високої терміновості (міжнародна торгівля, пов’язані з Brexit).

## Суперечності
Критики стверджують, що використання неформальних трилогів є «недемократичним, непідзвітним і непрозорим». Головною скаргою на відсутність прозорості є загальне правило, що документи з чотирьох колонок ніколи не оприлюднюються ні до, ні після переговорів. Інші стверджують, що певна інституційна таємниця необхідна для успішних переговорів без зовнішнього тиску. Існують також занепокоєння, що лобістські інтереси з широкими соціальними мережами в Брюсселі можуть мати значно більший доступ до інформації щодо поточних трилогів, ніж звичайні громадяни.
Європейський омбудсмен завершив «стратегічне розслідування прозорості трилогів» у 2016 році. Діяльність парламенту не є неналежним адмініструванням, тоді як дія Ради є неналежним адмініструванням. Омбудсмен запропонував, щоб усі три інституції під час трилогів оприлюднили дати трилогів, початкові позиції, порядок денний трилогів, документи з чотирьох колонок, попередні тексти, список представників на трилогах та список поданих документів.
Відбулося поступове покращення прозорості трилогу. Починаючи з 2007 року, європейські інституції офіційно визнали трилог як важливий інструмент у законодавчому процесі через спільну декларацію. В останні роки інституційні позиції часто оприлюднювалися в прес-релізах. Крім того, у справі «Де Капітані проти Європейського парламенту» 2018 року Загальний суд Європейського Союзу оголосив, що парламент зобов’язаний «надати доступ, за конкретним запитом, до документів, що стосуються трилогів, що тривають».